# آيرا
آيرا أو إيرا (بالإنجليزية: Ira)‏، في الأساطير البولينيزية، هي إلهة السماء وأم النجوم.